# Joey King

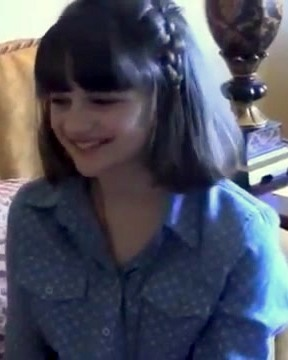
King bei einem Interview

Joey Lynn King (* 30. Juli 1999 in Los Angeles, Kalifornien) ist eine US-amerikanische Schauspielerin. Sie hat zwei Schwestern, Kelli und Hunter, die ebenfalls Schauspielerinnen sind.

## Leben und Karriere
King begann ihre Karriere im Alter von vier Jahren, als sie in zahlreichen Werbespots mitspielte. Mit sieben Jahren spielte sie in der Fernsehserie Hotel Zack & Cody mit. Außerdem lieh sie ihre Stimme mehreren Figuren aus Animationsfilmen.

Unterschrift

Ihre erste Hauptrolle als Ramona Quimby spielte King in dem Film Schwesterherzen – Ramonas wilde Welt, der auf einer Kinderbuchreihe von Beverly Cleary basiert. Bei den Young Artist Awards 2011 wurde sie für diese Rolle in der Kategorie Beste Hauptdarstellerin in einem Kinofilm – zehn Jahre oder jünger ausgezeichnet. 2012 war sie unter anderem in The Dark Knight Rises zu sehen, 2013 spielte sie unter der Regie Roland Emmerichs in White House Down eine der Hauptrollen. Emmerich besetzte sie 2015 in Stonewall und 2016 in einer Nebenrolle seines Films Independence Day: Wiederkehr. Außerdem spielte sie 2014 in der Emmy und Golden Globe prämierten Serie Fargo eine Nebenrolle.
King spielte in zahlreichen Theaterproduktionen mit.
Bei den 46th US-People’s Choice Awards gewann die Schauspielerin in der Kategorie The Comedy Movie Star of 2020 für die Filmkomödie The Kissing Booth 2.
Sie ist mit Steven Piet verheiratet. Kings Mutter ist jüdischer Abstammung. Sie praktiziert ihren Glauben jedoch nicht aktiv: „Ich bin jüdisch, aber ich bin nicht wirklich religiös.“

## Filmografie (Auswahl)
- 2006: Hotel Zack & Cody (The Suite Life of Zack & Cody, Fernsehserie, 2 Episoden)
- 2006–2007: Jericho – Der Anschlag (Jericho, Fernsehserie, 2 Episoden)
- 2007: Avenging Angel (Fernsehfilm)
- 2007–2008: CSI: Vegas (CSI: Crime Scene Investigation, Fernsehserie, 2 Episoden)
- 2008: Medium – Nichts bleibt verborgen (Medium, Fernsehserie, Episode 4x16)
- 2008: Horton hört ein Hu! (Horton Hears a Who, Stimme)
- 2008: Quarantäne (Quarantine)
- 2009: Ice Age 3 – Die Dinosaurier sind los (Ice Age: Dawn of the Dinosaurs, Stimme)
- 2010: Ghost Whisperer – Stimmen aus dem Jenseits (Ghost Whisperer, Fernsehserie, 2 Episoden)
- 2010: Schwesterherzen – Ramonas wilde Welt (Ramona and Beezus)
- 2010: Elevator Girl
- 2011: World Invasion: Battle Los Angeles (Battle: Los Angeles)
- 2011: Crazy, Stupid, Love.
- 2012: R. L. Stine’s The Haunting Hour (Fernsehserie, Episode 3x16)
- 2012: New Girl (Fernsehserie, Episode 1x14)
- 2012: Bent (Fernsehserie, 6 Episoden)
- 2012: The Dark Knight Rises
- 2013: Die fantastische Welt von Oz (Oz the Great and Powerful)
- 2013: Family Weekend
- 2013: Conjuring – Die Heimsuchung (The Conjuring)
- 2013: White House Down
- 2013–2014: R. L. Stine’s The Haunting Hour (Fernsehserie, 2 Episoden)
- 2014: Wish I Was Here
- 2014: The Boxcar Children (Stimme)
- 2014: Outlaw Prophet – Warren Jeffs (Fernsehfilm)
- 2014: The Sound and the Fury
- 2014–2015: Fargo (Fernsehserie, 9 Episoden)
- 2015: Borealis
- 2015: Stonewall
- 2016: Independence Day: Wiederkehr (Independence Day: Resurgence)
- 2016: The Flash (Fernsehserie, Episode 3x03)
- 2016: Tween Fest (Fernsehserie, 6 Episoden)
- 2017: Abgang mit Stil (Going In Style)
- 2017: Wish Upon
- 2017: Smartass
- 2018: Summer ’03
- 2018: Radium Girls
- 2018: The Lie
- 2018: The Boxcar Children: Surprise Island (Stimme)
- 2018: The Kissing Booth
- 2018: Slender Man
- 2018: Between Earth and Sky
- 2019: The Act (Fernsehserie, 8 Episoden)
- 2019: Life in Pieces (Fernsehserie, 3 Episoden)
- 2019: Zeroville
- 2020: The Kissing Booth 2
- 2020: Die Simpsons (Fernsehserie, Episode 31x21, Stimme)
- 2020: Princess Bride (Fernsehserie, Episode 1x08)
- 2021: The Kissing Booth 3
- 2021: Calls (Fernsehserie, Episode 1x07, Stimme)
- 2022: The In Between
- 2022: The Princess
- 2022: Bullet Train
- seit 2022: Hamster & Gretel (Fernsehserie, Stimme)
- 2023: Summer Camp (Camp)
- 2024: We Were the Lucky Ones (Miniserie, 8 Episoden)
- 2024: A Family Affair
- 2024: Ich – Einfach unverbesserlich 4 (Despicable Me 4, Stimme)
- 2024: Ugly – Verlier nicht dein Gesicht (Uglies)

Musikvideos:
- 2023: Taylor Swift – I Can See You (Taylor’s Version) (From The Vault)

## Nominierungen
Golden Globe Award
- 2020: Nominiert als Beste Hauptdarstellerin in einer Miniserie oder einem Fernsehfilm in The Act

Primetime Emmy Award
- 2019: Nominiert als Beste Hauptdarstellerin in einer Miniserie oder einem Fernsehfilm in The Act

People’s Choice Award
- 2022: Nominiert als Beste Schauspielerin in Bullet Train
- 2022: Nominiert als Beste Schauspielerin in einem Actionfilm in Bullet Train

Critics’ Choice Super Award
- 2023: Nominiert als Beste Schauspielerin in einem Actionfilm in Bullet Train
- 2023: Nominiert als Bester Filmbösewicht in Bullet Train